# Enrico di Meclemburgo-Schwerin
Il duca Enrico di Meclemburgo-Schwerin (Heinrich Wladimir Albrecht Ernst; Schwerin, 19 aprile 1876 – L'Aia, 3 luglio 1934), in seguito principe Enrico dei Paesi Bassi, fu principe consorte dei Paesi Bassi in quanto marito della regina Guglielmina dei Paesi Bassi.

## Biografia
Enrico era il figlio più giovane di Federico Francesco II di Meclemburgo-Schwerin e della sua terza moglie, la principessa Maria di Schwarzburg-Rudolstadt.
Frequentò il Vitzthum Gymnasium di Dresda e successivamente viaggiò in Asia ed America. Dopo aver frequentato l'accademia militare di Metz, entrò a servizio nell'esercito prussiano.

## Matrimonio

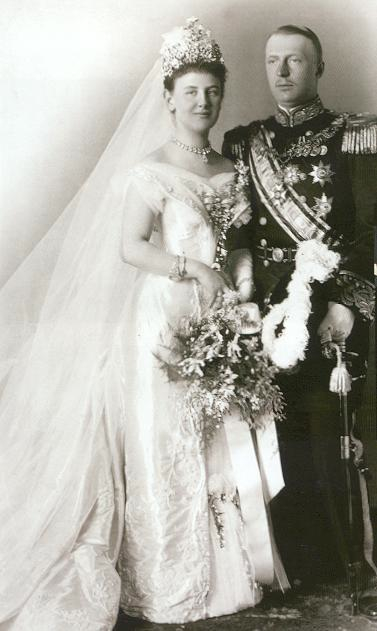
Enrico e Guglielmina nel giorno del loro matrimonio.

Il 16 ottobre 1900 si fidanzò con Guglielmina dei Paesi Bassi.
La cerimonia venne celebrata il 7 gennaio 1901. Enrico ricevette dal matrimonio il titolo di principe dei Paesi Bassi con il trattamento di Altezza Reale.

## Juliana
Guglielmina ebbe il suo primo aborto spontaneo nel 1902. Si diceva che questo aborto spontaneo è stato il risultato della sifilide di Enrico. Gli anni successivi videro, dopo un certo numero di aborti spontanei, la tensione sul fatto che se Guglielmina non avesse dato un erede al trono, il trono olandese sarebbe stato occupato da un principe tedesco.
Il 30 aprile 1909 nacque l'unica figlia della coppia, Giuliana.

## Funzioni sociali e la vita privata
Enrico ricoprì diverse posizioni onorifiche nell'esercito. Nel 1901 fu contrammiraglio e generale al seguito, nel 1904 a Vice Ammiraglio e tenente generale.
Nei primi anni del suo matrimonio dedicò particolare attenzione alla caccia e al miglioramento della fauna selvatica nel Veluwe. Il principe Enrico aveva un grande interesse per la vita sociale ed economica nei Paesi Bassi. Fu anche presidente della Croce Rossa olandese e svolse altre funzioni sociali. Nel 1928 aprì le Olimpiadi di Amsterdam.
Enrico aveva uno stile di vita abbastanza frivolo. Oltre al suo amore per la caccia, Enrico amava l'acqua. Possedeva uno yacht di 20 metri dove spesso si intratteneva con gli amici.

## La malattia e la morte
Negli ultimi anni di vita di Enrico, la sua salute peggiorò. Il suo primo attacco di cuore fu nel 1929 e i suoi reumatismi peggiorarono. Il secondo attacco di cuore lo ebbe il 28 giugno 1934. Un terzo attacco fu la causa della morte, avvenuta il 3 luglio 1934 alle due e mezza del pomeriggio, nel suo ufficio . Venne sepolto nella cripta reale nella Chiesa Nuova a Delft. Diverse settimane dopo il funerale apparve un articolo nella quale si annunciò che Giuliana rinunciava all'eredità di suo padre.

## Onorificenze

Stemma personale del principe Enrico.

## Ascendenza
|                                                         |                                                    |                                                      | Genitori                                              |  |  | Nonni |  |  | Bisnonni                                                       |  |  | Trisnonni                                              |  |
|                                                         |                                                    |                                                      |                                                       |  |  |       |  |  | Federico Ludovico, principe ereditario di Meclemburgo-Schwerin |  |  | Federico Francesco I, granduca di Meclemburgo-Schwerin |  |
|                                                         |                                                    |                                                      |                                                       |  |  |       |  |  | Federico Ludovico, principe ereditario di Meclemburgo-Schwerin |  |  | Federico Francesco I, granduca di Meclemburgo-Schwerin |  |
|                                                         |                                                    | principessa Luisa di Sassonia-Gotha-Altenburg        |                                                       |  |  |       |  |  | Federico Ludovico, principe ereditario di Meclemburgo-Schwerin |  |  |                                                        |  |
| Paolo Federico, granduca di Meclemburgo-Schwerin        |                                                    |                                                      |                                                       |  |  |       |  |  | Federico Ludovico, principe ereditario di Meclemburgo-Schwerin |  |  |                                                        |  |
|                                                         |                                                    | granduchessa Elena Pavlovna di Russia                | Paolo I di Russia                                     |  |  |       |  |  |                                                                |  |  |                                                        |  |
|                                                         |                                                    | granduchessa Elena Pavlovna di Russia                | Paolo I di Russia                                     |  |  |       |  |  |                                                                |  |  |                                                        |  |
|                                                         |                                                    | granduchessa Elena Pavlovna di Russia                | Maria Feodorovna (Sofia Dorotea di Württemberg)       |  |  |       |  |  |                                                                |  |  |                                                        |  |
| Federico Francesco II, granduca di Meclemburgo-Schwerin |                                                    | granduchessa Elena Pavlovna di Russia                |                                                       |  |  |       |  |  |                                                                |  |  |                                                        |  |
|                                                         |                                                    | Federico Guglielmo III di Prussia                    | Federico Guglielmo II di Prussia                      |  |  |       |  |  |                                                                |  |  |                                                        |  |
|                                                         |                                                    | Federico Guglielmo III di Prussia                    | Federico Guglielmo II di Prussia                      |  |  |       |  |  |                                                                |  |  |                                                        |  |
|                                                         |                                                    | Federico Guglielmo III di Prussia                    | langravia Federica Luisa d'Assia-Darmstadt            |  |  |       |  |  |                                                                |  |  |                                                        |  |
| principessa Alessandrina di Prussia                     |                                                    | Federico Guglielmo III di Prussia                    |                                                       |  |  |       |  |  |                                                                |  |  |                                                        |  |
|                                                         |                                                    | duchessa Luisa di Meclemburgo-Strelitz               | Carlo II, granduca di Meclemburgo-Strelitz            |  |  |       |  |  |                                                                |  |  |                                                        |  |
|                                                         |                                                    | duchessa Luisa di Meclemburgo-Strelitz               | Carlo II, granduca di Meclemburgo-Strelitz            |  |  |       |  |  |                                                                |  |  |                                                        |  |
|                                                         |                                                    | duchessa Luisa di Meclemburgo-Strelitz               | langravia Federica d'Assia-Darmstadt                  |  |  |       |  |  |                                                                |  |  |                                                        |  |
| duca Enrico di Meclemburgo-Schwerin                     |                                                    | duchessa Luisa di Meclemburgo-Strelitz               |                                                       |  |  |       |  |  |                                                                |  |  |                                                        |  |
|                                                         | principe Carlo Gundicaro di Schwarzburg-Rudolstadt | Federico Carlo, principe di Schwarzburg-Rudolstadt   |                                                       |  |  |       |  |  |                                                                |  |  |                                                        |  |
|                                                         | principe Carlo Gundicaro di Schwarzburg-Rudolstadt | Federico Carlo, principe di Schwarzburg-Rudolstadt   |                                                       |  |  |       |  |  |                                                                |  |  |                                                        |  |
|                                                         | principe Carlo Gundicaro di Schwarzburg-Rudolstadt | principessa Augusta di Schwarzburg-Rudolstadt        |                                                       |  |  |       |  |  |                                                                |  |  |                                                        |  |
| principe Adolfo di Schwarzburg-Rudolstadt               | principe Carlo Gundicaro di Schwarzburg-Rudolstadt |                                                      |                                                       |  |  |       |  |  |                                                                |  |  |                                                        |  |
|                                                         |                                                    | principessa Ulrica d'Assia-Homburg                   | Federico V, langravio d'Assia-Homburg                 |  |  |       |  |  |                                                                |  |  |                                                        |  |
|                                                         |                                                    | principessa Ulrica d'Assia-Homburg                   | Federico V, langravio d'Assia-Homburg                 |  |  |       |  |  |                                                                |  |  |                                                        |  |
|                                                         |                                                    | principessa Ulrica d'Assia-Homburg                   | langravia Carolina d'Assia-Darmstadt                  |  |  |       |  |  |                                                                |  |  |                                                        |  |
| principessa Maria di Schwarzburg-Rudolstadt             |                                                    | principessa Ulrica d'Assia-Homburg                   |                                                       |  |  |       |  |  |                                                                |  |  |                                                        |  |
|                                                         |                                                    | Ottone Vittorio, 2º principe di Schönburg-Waldenburg | Ottone, 1º principe di Schönburg-Waldenburg           |  |  |       |  |  |                                                                |  |  |                                                        |  |
|                                                         |                                                    | Ottone Vittorio, 2º principe di Schönburg-Waldenburg | Ottone, 1º principe di Schönburg-Waldenburg           |  |  |       |  |  |                                                                |  |  |                                                        |  |
|                                                         |                                                    | Ottone Vittorio, 2º principe di Schönburg-Waldenburg | contessa Enrichetta Reuss di Köstritz                 |  |  |       |  |  |                                                                |  |  |                                                        |  |
| principessa Matilde di Schönburg-Waldenburg             |                                                    | Ottone Vittorio, 2º principe di Schönburg-Waldenburg |                                                       |  |  |       |  |  |                                                                |  |  |                                                        |  |
|                                                         |                                                    | principessa Tecla di Schwarzburg-Rudolstadt          | Luigi Federico II, principe di Schwarzburg-Rudolstadt |  |  |       |  |  |                                                                |  |  |                                                        |  |
|                                                         |                                                    | principessa Tecla di Schwarzburg-Rudolstadt          | Luigi Federico II, principe di Schwarzburg-Rudolstadt |  |  |       |  |  |                                                                |  |  |                                                        |  |
|                                                         |                                                    | principessa Tecla di Schwarzburg-Rudolstadt          | langravia Carolina Luisa di Assia-Homburg             |  |  |       |  |  |                                                                |  |  |                                                        |  |
|                                                         |                                                    | principessa Tecla di Schwarzburg-Rudolstadt          |                                                       |  |  |       |  |  |                                                                |  |  |                                                        |  |